# Gruemberger
Gruemberger est un cratère lunaire situé au sud de la face visible de la Lune. Il est en partie impacté par le cratère Cysatus. Il se trouve au sud du cratère Clavius et au sud-ouest du cratère Curtius. Ce cratère a subi une érosion régulière en raison des nombreux petits impacts, de sorte que les caractéristiques de son rebord sont adoucies et arrondies. il y a une multitude de minuscules craterlets le long de la paroi interne. Le cratère satellite "Gruemberger A" se trouve à l'intérieur du cratère principal dans sa partie sud-ouest.
En 1935, l'Union astronomique internationale a donné, à ce cratère lunaire, le nom de l'astronome austro-italien Christopher Grienberger orthographié également Christopher Gruemberger.
Par convention, les cratères satellites sont identifiés sur les cartes lunaires en plaçant la lettre sur le côté du point central du cratère qui est le plus proche de Gruemberger.
| Gruemberger | Latitude | Longitude | Diamètre |
| ----------- | -------- | --------- | -------- |
| A           | 67.2° S  | 11.8° W   | 20 km    |
| B           | 64.6° S  | 9.0° W    | 31 km    |
| C           | 65.9° S  | 15.3° W   | 13 km    |
| D           | 68.1° S  | 14.4° W   | 5 km     |
| E           | 63.6° S  | 7.1° W    | 9 km     |
| F           | 62.9° S  | 6.3° W    | 7 km     |